# Neptis margueriteae
Neptis margueriteae är en fjärilsart som beskrevs av Fox 1968. Neptis margueriteae ingår i släktet Neptis och familjen praktfjärilar. Inga underarter finns listade i Catalogue of Life.